# 北砂
北砂（きたすな）は、東京都江東区の町名。現行行政地名は北砂一丁目から北砂七丁目。住居表示実施済区域。

## 地理
東京都江東区の東部に位置する。城東地域内に当たる。北で大島、東で東砂、南で南砂、西で扇橋と隣接する。町域の北辺を小名木川、西辺を横十間川と接する。地区西部を総武本線（総武快速線）新小岩信号場駅から分岐した貨物支線（越中島支線）が南北に走る。

### 地価
住宅地の地価は、2025年（令和7年）1月1日の公示地価によれば、北砂1-3-49の地点で58万5000円/m2、北砂5-5-6の地点で45万1000円/m2となっている。

## 歴史
明治時代、小名木川の周辺では、水運を生かして工業地帯が発展した。北砂には大日本製糖の日本初の近代的精製糖工場が作られた。その後、太平洋戦争前後に東芝が土地を買収し、東芝砂町工場となるが、昭和40年代に解体され売却。その跡地にUR北砂五丁目団地が建設された。
1965年（昭和40年）7月17日 - 北砂町5丁目で火災が発生。延焼して20棟が焼失、51世帯が被災。
1976年（昭和51年）12月 - 公団の北砂5丁目団地の入居募集が始まる。森や広場の空間をたっぷりとった設計のため高額な家賃設定となったことから、しばらくの間、入居者数は低調なものとなった。このため次年度に新設開校した亀高小学校の生徒は100人強にとどまり、6年生に至ってはわずか7人という小規模校並みの出だしとなった。

## 世帯数と人口

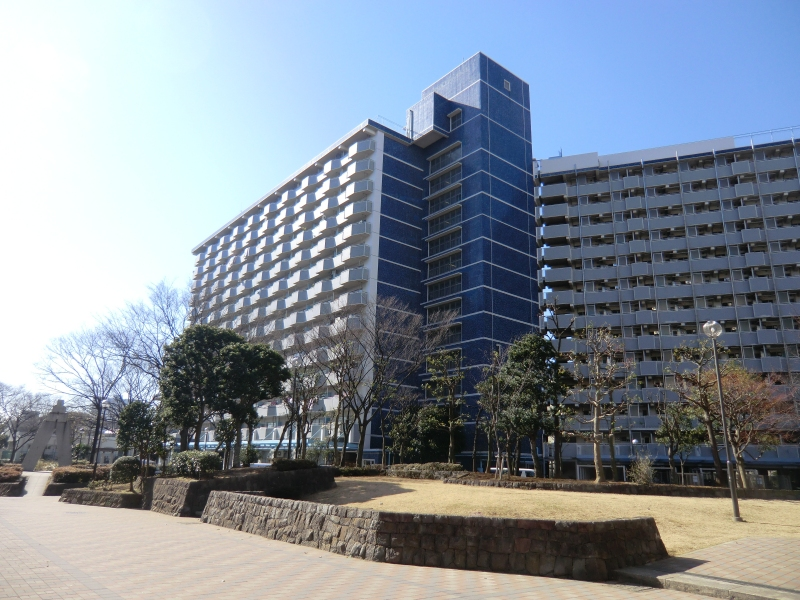
北砂五丁目団地

2023年（令和5年）1月1日現在（東京都発表）の世帯数と人口は以下の通りである。
| 丁目       | 世帯数     | 人口     |
| ---------- | ---------- | -------- |
| 北砂一丁目 | 2,576世帯  | 4,863人  |
| 北砂二丁目 | 1,407世帯  | 3,001人  |
| 北砂三丁目 | 4,083世帯  | 8,222人  |
| 北砂四丁目 | 3,041世帯  | 5,513人  |
| 北砂五丁目 | 5,443世帯  | 9,896人  |
| 北砂六丁目 | 2,134世帯  | 3,891人  |
| 北砂七丁目 | 1,829世帯  | 3,186人  |
| 計         | 20,513世帯 | 38,572人 |

### 人口の変遷
国勢調査による人口の推移。
| 年                 | 人口   |
| ------------------ | ------ |
| 1995年（平成7年）  | 36,425 |
| 2000年（平成12年） | 36,616 |
| 2005年（平成17年） | 36,185 |
| 2010年（平成22年） | 38,148 |
| 2015年（平成27年） | 37,058 |
| 2020年（令和2年）  | 38,042 |

### 世帯数の変遷
国勢調査による世帯数の推移。
| 年                 | 世帯数 |
| ------------------ | ------ |
| 1995年（平成7年）  | 14,260 |
| 2000年（平成12年） | 15,520 |
| 2005年（平成17年） | 15,885 |
| 2010年（平成22年） | 17,277 |
| 2015年（平成27年） | 17,798 |
| 2020年（令和2年）  | 18,815 |

## 学区
区立小・中学校に通う場合、学区は以下の通りとなる（2023年4月時点）。
| 丁目       | 番地                     | 小学校                 | 中学校                 |
| ---------- | ------------------------ | ---------------------- | ---------------------- |
| 北砂一丁目 | 全域                     | 江東区立北砂小学校     | 江東区立第二南砂中学校 |
| 北砂二丁目 | 1〜3番 19〜20番          | 江東区立砂町小学校     | 江東区立第三砂町中学校 |
| 北砂二丁目 | 18番                     | 江東区立砂町小学校     | 江東区立第四砂町中学校 |
| 北砂二丁目 | 4〜17番                  | 江東区立小名木川小学校 | 江東区立第四砂町中学校 |
| 北砂三丁目 | 全域                     | 江東区立小名木川小学校 | 江東区立第四砂町中学校 |
| 北砂四丁目 | 全域                     | 江東区立砂町小学校     | 江東区立第四砂町中学校 |
| 北砂五丁目 | 1～6番 20番18号 21〜22番 | 江東区立小名木川小学校 | 江東区立第四砂町中学校 |
| 北砂五丁目 | 20番（18号除く）         | 江東区立亀高小学校     | 江東区立第四砂町中学校 |
| 北砂五丁目 | 7〜19番                  | 江東区立第六砂町小学校 | 江東区立砂町中学校     |
| 北砂六丁目 | 全域                     | 江東区立第六砂町小学校 | 江東区立砂町中学校     |
| 北砂七丁目 | 6〜7番                   | 江東区立第二砂町小学校 | 江東区立第二砂町中学校 |
| 北砂七丁目 | 1〜5番 8〜9番            | 江東区立第二砂町小学校 | 江東区立第四砂町中学校 |

## 交通

### バス
都営バスが清洲橋通り・明治通りを中心に運行しており、主にJR亀戸駅・錦糸町駅へのアクセスを担う。また一部の系統は葛西橋を経て江戸川区に直通している。
運行されている系統
- 都07系統：東陽町駅・門前仲町方面/西大島駅・亀戸駅通り・錦糸町駅方面
- 錦18系統：新木場駅方面/亀戸駅通り・錦糸町駅方面（平日のみ）
- 急行05系統：新木場駅・日本科学未来館方面/亀戸駅通り・錦糸町駅方面（土休日のみ）
- 両28系統：亀戸駅・錦糸町駅・両国駅方面/葛西橋・臨海車庫方面
- 亀29系統：亀戸駅方面/旧葛西橋・西葛西駅・なぎさニュータウン方面
- 秋26系統：清澄白河駅・浜町中の橋・秋葉原駅方面/旧葛西橋・葛西駅方面
- 門21系統：東陽町駅・冬木・門前仲町方面/旧葛西橋・東大島駅方面
- 亀21系統：大島駅・水神森・亀戸駅方面/旧葛西橋・元八幡・東陽町駅方面
- 亀23系統：西大島駅・亀戸駅方面/南砂町駅・江東高齢者医療センター方面
- 錦28系統：西大島駅・住吉駅・錦糸町駅方面/東砂団地・東大島駅方面

### 道路・橋梁
道路
- 東京都道306号王子千住夢の島線（明治通り）
- 東京都道476号南砂町吾嬬町線（丸八通り）
- 東京都道10号東京浦安線支線（清洲橋通り）

橋梁
- 小名木川に架かる橋
  - 小名木川クローバー橋
  - 進開橋
  - 丸八橋
- 横十間川に架かる橋
  - 三島橋
  - 岩井橋
  - 小名木川クローバー橋

## 事業所
2021年（令和3年）現在の経済センサス調査による事業所数と従業員数は以下の通りである。
| 丁目       | 事業所数    | 従業員数 |
| ---------- | ----------- | -------- |
| 北砂一丁目 | 110事業所   | 979人    |
| 北砂二丁目 | 184事業所   | 3,361人  |
| 北砂三丁目 | 178事業所   | 1,075人  |
| 北砂四丁目 | 199事業所   | 1,168人  |
| 北砂五丁目 | 156事業所   | 1,116人  |
| 北砂六丁目 | 110事業所   | 633人    |
| 北砂七丁目 | 74事業所    | 475人    |
| 計         | 1,011事業所 | 8,807人  |

### 事業者数の変遷
経済センサスによる事業所数の推移。
| 年                 | 事業者数 |
| ------------------ | -------- |
| 2016年（平成28年） | 1,050    |
| 2021年（令和3年）  | 1,011    |

### 従業員数の変遷
経済センサスによる従業員数の推移。
| 年                 | 従業員数 |
| ------------------ | -------- |
| 2016年（平成28年） | 7,403    |
| 2021年（令和3年）  | 8,807    |

## 施設
行政
- 江東区役所砂町出張所
- 江東区役所砂町文化センター
- 江東区立砂町図書館

教育
- 小学校
  - 江東区立北砂小学校
  - 江東区立砂町小学校
  - 江東区立小名木川小学校
  - 江東区立亀高小学校
  - 江東区立第六砂町小学校
- 中学校
  - 江東区立砂町中学校
  - 江東区立第四砂町中学校

病院
- 江東リハビリテーション病院
- 寿康会病院

公園
- 仙台堀川公園
- 横十間川親水公園

防犯・防災
- 警視庁城東警察署（北砂2丁目）

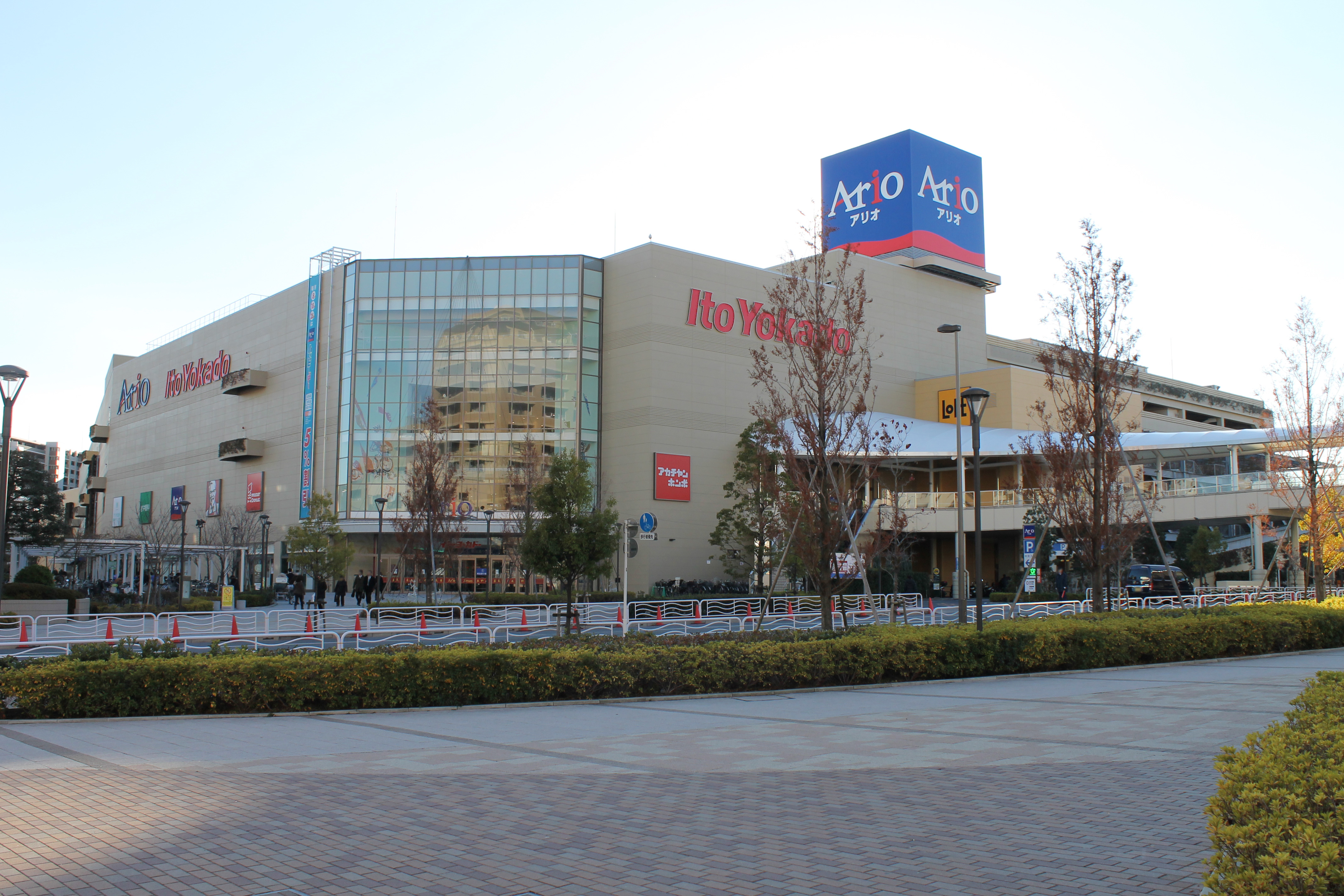
アリオ北砂

- 東京消防庁城東消防署砂町出張所（北砂4丁目）

商業施設
- アリオ北砂（北砂2丁目17[18]、2010年（平成22年）6月4日開店[19]）

## 金融機関
銀行
- 三井住友銀行砂町支店

信用金庫
- 東京東信用金庫江東中央支店

信用組合
- 江東信用組合砂町出張所

## その他

### 日本郵便
- 郵便番号 : 136-0073[3]（集配局 : 城東郵便局[20]）。